# Circoscrizione Umbria (Camera dei deputati)
La circoscrizione Umbria è una circoscrizione elettorale italiana per l'elezione della Camera dei deputati.

## Storia e territorio
La circoscrizione venne istituita dalla legge Mattarella (legge 4 agosto 1993, n. 277) e sostituiva la gran parte della precedente circoscrizione Perugia-Terni-Rieti (o collegio di Perugia)  in vigore per tutte le elezioni politiche in Italia dal 1948 al 1992. Fu confermata nelle successive legge Calderoli (legge 21 dicembre 2005, n. 270) e legge Rosato (legge 3 novembre 2017, n. 165).
Il territorio della circoscrizione coincide all'intera regione Umbria.

## Dal 1993 al 2005
Con la legge Mattarella alla circoscrizione spettavano 9 seggi, di cui 7 eletti con collegi uninominali a turno unico e 2 eletti con sistema proporzionale.
L'attribuzione dei primi 7 seggi avveniva in base a un sistema maggioritario a turno unico plurality: veniva eletto parlamentare il candidato che avesse riportato la maggioranza relativa dei suffragi nel collegio. I rimanenti 2 seggi erano invece assegnati con un metodo proporzionale. Pertanto l'elettore godeva di una scheda elettorale separata per l'attribuzione dei seggi residui, a cui accedevano solo i partiti che avessero superato la soglia di sbarramento nazionale del 4%. Il calcolo dei seggi spettanti a ciascuna lista veniva effettuata nel collegio unico nazionale mediante il metodo Hare dei quozienti naturali e dei più alti resti; tali seggi venivano poi ripartiti, in ragione delle percentuali delle singole liste a livello locale, fra le 26 circoscrizioni plurinominali in cui era suddiviso il territorio nazionale, e all'interno delle quali i singoli candidati - che potevano corrispondere a quelli presentatisi nei collegi uninominali - venivano proposti in un sistema di liste bloccate senza possibilità di preferenze. Il meccanismo era però integrato dal metodo dello scorporo, volto a dar compensazione ai partiti minori fortemente danneggiati dall'uninominale: successivamente alla determinazione della soglia di sbarramento, ma antecedentemente al riparto dei seggi, alle singole liste venivano decurtati tanti voti quanti ne erano serviti a far eleggere i vincitori nell'uninominale - cioè i voti del secondo classificato più uno - i quali erano obbligati a collegarsi a una lista circoscrizionale.

### Collegi uninominali
| Mappa | Collegio             | Comuni |
| ----- | -------------------- | --- |
|       | 1. Perugia centro    | - Parte di Perugia |
|       | 2. Perugia-Todi      | - Parte di Perugia - Bettona - Collazzone - Corciano - Deruta - Fratta Todina - Giano dell'Umbria - Gualdo Cattaneo - Marsciano - Massa Martana - Monte Castello di Vibio - Todi - Torgiano |
|       | 3. Città di Castello | - Castiglione del Lago - Citerna - Città di Castello - Lisciano Niccone - Magione - Monte Santa Maria Tiberina - Montone - Paciano - Panicale - Passignano sul Trasimeno - Piegaro - Pietralunga - San Giustino - Tuoro sul Trasimeno - Umbertide |
|       | 4. Gubbio            | - Assisi - Bastia Umbra - Cannara - Spello - Fossato di Vico - Gualdo Tadino - Gubbio - Nocera Umbra - Scheggia e Pascelupo - Sigillo - Valfabbrica - Valtopina |
|       | 5. Foligno           | - Bevagna - Campello sul Clitunno - Cascia - Castel Ritaldi - Cerreto di Spoleto - Foligno - Montefalco - Monteleone di Spoleto - Norcia - Poggiodomo - Preci - Sant'Anatolia di Narco - Scheggino - Sellano - Spoleto - Trevi - Vallo di Nera |
|       | 6. 6. Terni          | - Arrone - Ferentillo - Montefranco - Polino - Stroncone - Terni |
|       | 7. 7. Orvieto        | - Acquasparta - Allerona - Alviano - Amelia - Attigliano - Avigliano Umbro - Baschi - Calvi dell'Umbria - Castel Giorgio - Castel Viscardo - Fabro - Ficulle - Giove - Guardea - Lugnano in Teverina - Montecastrilli - Montecchio - Montegabbione - Monteleone d'Orvieto - Narni - Orvieto - Otricoli - Parrano - Penna in Teverina - Porano - San Gemini - San Venanzo - Città della Pieve |

### XII legislatura

#### Risultati elettorali
| Coalizioni                      | Liste                              | Proporzionale | Proporzionale | Proporzionale | Maggioritario | Maggioritario | Maggioritario |
| Coalizioni                      | Liste                              | Voti          | %             | Seggi         | Voti          | %             | Seggi         |
| ------------------------------- | ---------------------------------- | ------------- | ------------- | ------------- | ------------- | ------------- | ------------- |
| Progressisti                    | Partito Democratico della Sinistra | 211.791       | 35,68         | -             | 279.203       | 48,22         | 7             |
| Progressisti                    | Rifondazione Comunista             | 52.657        | 8,87          | -             | 279.203       | 48,22         | 7             |
| Progressisti                    | Partito Socialista Italiano        | 15.972        | 2,69          | -             | 279.203       | 48,22         | 7             |
| Progressisti                    | Federazione dei Verdi              | 14.078        | 2,37          | -             | 279.203       | 48,22         | 7             |
| Progressisti                    | Alleanza Democratica               | 8.219         | 1,38          | -             | 279.203       | 48,22         | 7             |
| Progressisti                    | La Rete                            | 4.593         | 0,77          | -             | 279.203       | 48,22         | 7             |
| Polo del Buon Governo           | Alleanza Nazionale                 | 98.188        | 16,54         | 1             | 209.288       | 36,14         | -             |
| Polo del Buon Governo           | Forza Italia                       | 90.648        | 15,27         | 1             | 209.288       | 36,14         | -             |
| Patto per l'Italia              | Partito Popolare Italiano          | 58.772        | 9,90          | -             | 90.571        | 15,64         | -             |
| Patto per l'Italia              | Patto Segni                        | 34.961        | 5,89          | -             | 90.571        | 15,64         | -             |
| Socialdemocrazia per le Libertà | Socialdemocrazia per le Libertà    | 3.748         | 0,63          | -             | N.D.          | N.D.          | N.D.          |
| Totale                          | Totale                             | 593.627       |               | 2             | 579.062       |               | 7             |

#### Eletti

##### Parte proporzionale
| Alleanza Nazionale             | Forza Italia      |
| ------------------------------ | ----------------- |
|                                |                   |
| - Domenico Benedetti Valentini | - Giorgio Bernini |

##### Parte maggioritaria
Eletti nei Progressisti (PDS - PRC - FdV - PSI - Rete - AD)
| Collegio          | Deputato | Deputato              | Partito | Partito                              |
| ----------------- | -------- | --------------------- | ------- | ------------------------------------ |
| Perugia centro    |          | Fabrizio Bracco       |         | Partito Democratico della Sinistra   |
| Perugia-Todi      |          | Ferdinando Adornato   |         | Alleanza Democratica                 |
| Città di Castello |          | Mauro Agostini        |         | Partito Democratico della Sinistra   |
| Gubbio            |          | Walter Veltroni       |         | Partito Democratico della Sinistra   |
| Foligno           |          | Maria Rita Lorenzetti |         | Partito Democratico della Sinistra   |
| Terni             |          | Paolo Raffaelli       |         | Partito Democratico della Sinistra   |
| Orvieto           |          | Giuseppe Giulietti    |         | Partito della Rifondazione Comunista |

### XIII legislatura

#### Risultati elettorali
| Coalizioni          | Liste                              | Proporzionale | Proporzionale | Proporzionale | Maggioritario | Maggioritario | Maggioritario |
| Coalizioni          | Liste                              | Voti          | %             | Seggi         | Voti          | %             | Seggi         |
| ------------------- | ---------------------------------- | ------------- | ------------- | ------------- | ------------- | ------------- | ------------- |
| L'Ulivo             | Partito Democratico della Sinistra | 194.758       | 33,25         | -             | 286.358       | 49,99         | 6             |
| L'Ulivo             | Popolari per Prodi                 | 33.921        | 5,79          | -             | 286.358       | 49,99         | 6             |
| L'Ulivo             | Rinnovamento Italiano              | 25.703        | 4,39          | -             | 286.358       | 49,99         | 6             |
| L'Ulivo             | Federazione dei Verdi              | 12.629        | 2,16          | -             | 286.358       | 49,99         | 6             |
| Polo per le Libertà | Alleanza Nazionale                 | 116.148       | 19,83         | 1             | 236.234       | 41,24         | -             |
| Polo per le Libertà | Forza Italia                       | 96.856        | 16,54         | 1             | 236.234       | 41,24         | -             |
| Polo per le Libertà | CCD-CDU                            | 27.544        | 4,70          | -             | 236.234       | 41,24         | -             |
| Progressisti        | Rifondazione Comunista             | 71.941        | 12,28         | -             | 41.286        | 7,21          | 1             |
| Lega Nord           | Lega Nord                          | 6.177         | 1,05          | -             | 8.950         | 1,56          | -             |
| Totale              | Totale                             | 585.677       |               | 2             | 572.828       |               | 7             |

#### Eletti

##### Parte proporzionale
| Alleanza Nazionale             | Forza Italia      |
| ------------------------------ | ----------------- |
|                                |                   |
| - Domenico Benedetti Valentini | - Giuliano Urbani |

##### Parte maggioritaria
Eletti nell'Ulivo (DS - P-S-P-U-P - RI - FdV)
     Eletti nei Progressisti (PRC)
| Collegio          | Deputato       | Deputato                   | Partito                              |
| ----------------- | -------------- | -------------------------- | ------------------------------------ |
| Perugia centro    |                | Vincenzo Visco             | Partito Democratico della Sinistra   |
| Perugia-Todi      |                | Fabrizio Bracco            | Partito Democratico della Sinistra   |
| Città di Castello |                | Mauro Agostini             | Partito Democratico della Sinistra   |
| Gubbio            |                | Giuseppe Giulietti         | Partito Democratico della Sinistra   |
| Foligno           |                | Maria Rita Lorenzetti      | Partito Democratico della Sinistra   |
| Terni             |                | Paolo Raffaelli            | Partito Democratico della Sinistra   |
| Terni             | Enrico Micheli | Indipendente (di area Dem) |                                      |
| Orvieto           |                | Franco Giordano            | Partito della Rifondazione Comunista |

1. ↑  Eletto a seguito di elezioni suppletive nel 1999.

### XIV legislatura

#### Risultati elettorali
| Coalizioni             | Liste                   | Proporzionale | Proporzionale | Proporzionale | Maggioritario | Maggioritario | Maggioritario |
| Coalizioni             | Liste                   | Voti          | %             | Seggi         | Voti          | %             | Seggi         |
| ---------------------- | ----------------------- | ------------- | ------------- | ------------- | ------------- | ------------- | ------------- |
| L'Ulivo                | Democratici di Sinistra | 149.081       | 25,91         | -             | 305.643       | 53,41         | 7             |
| L'Ulivo                | La Margherita           | 75.623        | 13,14         | -             | 305.643       | 53,41         | 7             |
| L'Ulivo                | Comunisti Italiani      | 13.240        | 2,30          | -             | 305.643       | 53,41         | 7             |
| L'Ulivo                | Il Girasole             | 11.002        | 1,91          | -             | 305.643       | 53,41         | 7             |
| Casa delle Libertà     | Forza Italia            | 123.573       | 21,48         | 1             | 237.053       | 41,42         | -             |
| Casa delle Libertà     | Alleanza Nazionale      | 98.012        | 17,03         | 1             | 237.053       | 41,42         | -             |
| Casa delle Libertà     | CCD-CDU                 | 14.135        | 2,46          | -             | 237.053       | 41,42         | -             |
| Casa delle Libertà     | Nuovo PSI               | 8.992         | 1,56          | -             | 237.053       | 41,42         | -             |
| Rifondazione Comunista | Rifondazione Comunista  | 44.161        | 7,67          | -             | N.D.          | N.D.          | N.D.          |
| Italia dei Valori      | Italia dei Valori       | 15.372        | 2,67          | -             | 17.634        | 3,08          | -             |
| Lista Emma Bonino      | Lista Emma Bonino       | 11.535        | 2,00          | -             | 7.036         | 1,23          | -             |
| Democrazia Europea     | Democrazia Europea      | 9.499         | 1,65          | -             | 4.891         | 0,85          | -             |
| Paese Nuovo            | Paese Nuovo             | 857           | 0,15          | -             |               |               |               |
| Abolizione Scorporo    | Abolizione Scorporo     | 314           | 0,05          | -             | N.D.          | N.D.          | N.D.          |
| Totale                 | Totale                  | 575.396       |               | 2             | 572.257       |               | 7             |

#### Eletti

##### Parte proporzionale
| Democratici di Sinistra | Forza Italia |
| ----------------------- | ------------ |
|                         |              |
| - Marco Fumagalli       | - Elio Vito  |

##### Parte maggioritaria
Eletti nell'Ulivo (DS - DL - Girasole - PdCI)
| Collegio          | Deputato | Deputato             | Partito  |
| ----------------- | -------- | -------------------- | -------- |
| Perugia centro    |          | Franco Monaco        | DL (Dem) |
| Perugia-Todi      |          | Alberto Stramaccioni | DS       |
| Città di Castello |          | Mauro Agostini       | DS       |
| Gubbio            |          | Giuseppe Giulietti   | DS       |
| Foligno           |          | Marina Sereni        | DS       |
| Terni             |          | Enrico Micheli       | DL (Dem) |
| Orvieto           |          | Katia Bellillo       | PdCI     |

## Dal 2005 al 2017
Con la legge elettorale Calderoli, alla circoscrizione Umbria spettano 9 seggi eletti con sistema proporzionale.
Il sistema di assegnazione dei seggi avviene a seguito della attribuzione, nel collegio elettorale unico (escluso quindi la Circoscrizione Estero), di un premio di maggioranza di 340 seggi alla coalizione vincente a livello nazionale (con soglie di sbarramento, limitazioni ecc.) e alla successiva suddivisione dei seggi guadagnati da ogni lista fra le varie circoscrizioni, in proporzione ai voti ottenuti da ogni lista locale.
Nel compiere tale riparto, essendo fisso e immutabile il numero totale di seggi assegnati a ogni lista, può verificarsi la necessità di variare il numero di seggi originariamente attribuiti alle singole circoscrizioni elettorali.

### XV legislatura

#### Risultati elettorali
|                               | L'Ulivo                                           | 229 847 | 39,19 | 4 |  |  |  |  |  |
|                               | Partito della Rifondazione Comunista              | 46 523  | 7,93  | 1 |  |  |  |  |  |
|                               | Partito dei Comunisti Italiani                    | 19 746  | 3,37  | – |  |  |  |  |  |
|                               | Rosa nel Pugno                                    | 19 347  | 3,30  | – |  |  |  |  |  |
|                               | Federazione dei Verdi                             | 8 106   | 1,38  | – |  |  |  |  |  |
|                               | Italia dei Valori                                 | 7 995   | 1,36  | – |  |  |  |  |  |
|                               | Popolari UDEUR                                    | 3 101   | 0,53  | 1 |  |  |  |  |  |
|                               | Partito Pensionati                                | 2 748   | 0,47  | – |  |  |  |  |  |
|                               | Totale coalizione                                 | 337 413 | 57,53 | 6 |  |  |  |  |  |
|                               | Forza Italia                                      | 104 552 | 17,83 | 1 |  |  |  |  |  |
|                               | Alleanza Nazionale                                | 89 304  | 15,23 | 1 |  |  |  |  |  |
|                               | Unione dei Democratici Cristiani e di Centro      | 38 246  | 6,52  | 1 |  |  |  |  |  |
|                               | Lega Nord – MPA                                   | 4 451   | 0,76  | – |  |  |  |  |  |
|                               | Fiamma Tricolore                                  | 4 345   | 0,74  | – |  |  |  |  |  |
|                               | Democrazia Cristiana per le Autonomie – Nuovo PSI | 3 994   | 0,68  | – |  |  |  |  |  |
|                               | Alternativa Sociale                               | 3 490   | 0,60  | – |  |  |  |  |  |
|                               | No Euro                                           | 718     | 0,12  | – |  |  |  |  |  |
|                               | Totale coalizione                                 | 249 100 | 42,47 | 3 |  |  |  |  |  |
| Totale                        | Totale                                            | 586 513 | 100   | 9 |  |  |  |  |  |
|                               |                                                   |         |       |   |  |  |  |  |  |
| Voti non validi               | Voti non validi                                   | 15 173  | 2,52  |   |  |  |  |  |  |
| Votanti                       | Votanti                                           | 601 686 | 87,06 |   |  |  |  |  |  |
| Elettori                      | Elettori                                          | 691 127 |       |   |  |  |  |  |  |
|                               |                                                   |         |       |   |  |  |  |  |  |
| Fonte: Ministero dell'interno |                                                   |         |       |   |  |  |  |  |  |

#### Eletti
| L'Ulivo                                                                                          | Partito della Rifondazione Comunista | Forza Italia                               | Alleanza Nazionale                                 | Unione dei Democratici Cristiani e di Centro           |
| ------------------------------------------------------------------------------------------------ | ------------------------------------ | ------------------------------------------ | -------------------------------------------------- | ------------------------------------------------------ |
|                                                                                                  |                                      |                                            |                                                    |                                                        |
| - → Romano Prodi - Marina Sereni - Gianpiero Bocci - Leopoldo Di Girolamo - Alberto Stramaccioni | - → Fausto Bertinotti - Alì Rashid   | - → Silvio Berlusconi - Fabrizio Cicchitto | - → Gianfranco Fini - Domenico Benedetti Valentini | - → Pier Ferdinando Casini - Luisa Capitanio Santolini |

1. ↑  Opta per la circoscrizione Emilia-Romagna
2. ↑  Opta per la circoscrizione Piemonte 2
3. ↑  Opta per la circoscrizione Campania 1
4. ↑  Opta per la circoscrizione Emilia-Romagna
5. ↑  Opta per la circoscrizione Lombardia 1

### XVI legislatura

#### Risultati elettorali
|                               | Partito Democratico                   | 250 641 | 44,37 | 5 |  |  |  |  |  |
|                               | Italia dei Valori                     | 16 943  | 3,00  | – |  |  |  |  |  |
|                               | Totale coalizione                     | 267 584 | 47,37 | 5 |  |  |  |  |  |
|                               | Il Popolo della Libertà               | 194 749 | 34,48 | 4 |  |  |  |  |  |
|                               | Lega Nord                             | 9 407   | 1,67  | – |  |  |  |  |  |
|                               | Totale coalizione                     | 204 156 | 36,14 | 4 |  |  |  |  |  |
|                               | Unione di Centro                      | 25 558  | 4,52  | – |  |  |  |  |  |
|                               | La Destra - Fiamma Tricolore          | 20 105  | 3,56  | – |  |  |  |  |  |
|                               | La Sinistra l'Arcobaleno              | 19 888  | 3,52  | – |  |  |  |  |  |
|                               | Partito Socialista                    | 10 007  | 1,77  | – |  |  |  |  |  |
|                               | Partito Comunista dei Lavoratori      | 4 471   | 0,79  | – |  |  |  |  |  |
|                               | Sinistra Critica                      | 3 332   | 0,59  | – |  |  |  |  |  |
|                               | Forza Nuova                           | 3 017   | 0,53  | – |  |  |  |  |  |
|                               | Associazione per la Difesa della Vita | 1 985   | 0,35  | – |  |  |  |  |  |
|                               | Per il Bene Comune                    | 1 474   | 0,26  | – |  |  |  |  |  |
|                               | Unione Democratica per i Consumatori  | 1 353   | 0,24  | – |  |  |  |  |  |
|                               | Partito Liberale Italiano             | 1 015   | 0,18  | – |  |  |  |  |  |
|                               | Movimento Europeo Diversamente Abili  | 939     | 0,17  | – |  |  |  |  |  |
| Totale                        | Totale                                | 564 884 | 100   | 9 |  |  |  |  |  |
|                               |                                       |         |       |   |  |  |  |  |  |
| Voti non validi               | Voti non validi                       | 15 917  | 2,74  |   |  |  |  |  |  |
| Votanti                       | Votanti                               | 580 801 | 84,15 |   |  |  |  |  |  |
| Elettori                      | Elettori                              | 690 176 |       |   |  |  |  |  |  |
|                               |                                       |         |       |   |  |  |  |  |  |
| Fonte: Ministero dell'interno |                                       |         |       |   |  |  |  |  |  |

#### Eletti
| Partito Democratico                                                                | Il Popolo della Libertà                                                                                          |
| ---------------------------------------------------------------------------------- | --- |
|                                                                                    | |
| - Marina Sereni - Gianpiero Bocci - Walter Verini - Sandro Gozi - Carlo Trappolino | - → Silvio Berlusconi - → Gianfranco Fini - Roberto Speciale - Pietro Laffranco - Luciano Rossi - Rocco Girlanda |

1. ↑  Opta per la circoscrizione Molise
2. ↑  Opta per la circoscrizione Emilia-Romagna

### XVII legislatura

#### Risultati elettorali
|                               | Partito Democratico           | 168 726 | 32,08 | 5 |  |  |  |  |  |
|                               | Sinistra Ecologia Libertà     | 16 772  | 3,19  | – |  |  |  |  |  |
|                               | Centro Democratico            | 1 512   | 0,29  | – |  |  |  |  |  |
|                               | Totale coalizione             | 187 010 | 35,56 | 5 |  |  |  |  |  |
|                               | Movimento 5 Stelle            | 142 959 | 27,18 | 2 |  |  |  |  |  |
|                               | Il Popolo della Libertà       | 102 329 | 19,46 | 1 |  |  |  |  |  |
|                               | Fratelli d'Italia             | 14 563  | 2,77  | – |  |  |  |  |  |
|                               | La Destra                     | 5 455   | 1,04  | – |  |  |  |  |  |
|                               | Lega Nord                     | 3 081   | 0,59  | – |  |  |  |  |  |
|                               | Moderati in Rivoluzione       | 1 285   | 0,24  | – |  |  |  |  |  |
|                               | Intesa Popolare               | 792     | 0,15  | – |  |  |  |  |  |
|                               | Grande Sud – MPA              | 285     | 0,05  | – |  |  |  |  |  |
|                               | Totale coalizione             | 127 790 | 24,30 | 1 |  |  |  |  |  |
|                               | Scelta Civica                 | 41 366  | 7,87  | 1 |  |  |  |  |  |
|                               | Unione di Centro              | 6 796   | 1,29  | – |  |  |  |  |  |
|                               | Futuro e Libertà per l'Italia | 2 393   | 0,45  | – |  |  |  |  |  |
|                               | Totale coalizione             | 50 555  | 9,61  | 1 |  |  |  |  |  |
|                               | Rivoluzione Civile            | 13 306  | 2,53  | – |  |  |  |  |  |
|                               | Fare per Fermare il Declino   | 4 327   | 0,82  | – |  |  |  |  |  |
| Totale                        | Totale                        | 525 947 | 100   | 9 |  |  |  |  |  |
|                               |                               |         |       |   |  |  |  |  |  |
| Voti non validi               | Voti non validi               | 17 934  | 3,30  |   |  |  |  |  |  |
| Votanti                       | Votanti                       | 543 881 | 79,53 |   |  |  |  |  |  |
| Elettori                      | Elettori                      | 683 834 |       |   |  |  |  |  |  |
|                               |                               |         |       |   |  |  |  |  |  |
| Fonte: Ministero dell'interno |                               |         |       |   |  |  |  |  |  |

#### Eletti
| Partito Democratico                                                                   | Movimento 5 Stelle                     | Il Popolo della Libertà | Scelta Civica     |
| ------------------------------------------------------------------------------------- | -------------------------------------- | ----------------------- | ----------------- |
|                                                                                       |                                        |                         |                   |
| - Marina Sereni - Gianpiero Bocci - Giampiero Giulietti - Anna Ascani - Walter Verini | - Tiziana Ciprini - Filippo Gallinella | - Pietro Laffranco      | - Adriana Galgano |

## Dal 2017

### Collegi elettorali

#### Dal 2017 al 2020
Alla circoscrizione sono attribuiti 9 seggi: 3 sono assegnati mediante sistema maggioritario, in altrettanti collegi uninominali; 6 mediante sistema proporzionale, all'interno di un unico collegio plurinominale.
| Collegio plurinominale | Collegio plurinominale | Collegi uninominali                        |
| ---------------------- | ---------------------- | ------------------------------------------ |
|                        | Umbria - 01            | - 01 - Perugia - 02 - Foligno - 03 - Terni |

#### Dal 2020
In seguito alla riforma costituzionale del 2020 in tema di riduzione del numero dei parlamentari, alla circoscrizione sono attribuiti 6 seggi: 2 sono assegnati mediante sistema maggioritario, in altrettanti collegi uninominali; 4 mediante sistema proporzionale, all'interno di un unico collegio plurinominale.
| Collegio plurinominale | Collegio plurinominale | Collegi uninominali         |
| ---------------------- | ---------------------- | --------------------------- |
|                        | Umbria - 01            | - 01 - Terni - 02 - Perugia |

### XVIII legislatura

#### Risultati elettorali
|                            | Lega                                | 102 729 | 20,09 | 1 | 188 076 | 36,79 | 3 |  |  |
|                            | Forza Italia                        | 57 496  | 11,25 | 1 | 188 076 | 36,79 | 3 |  |  |
|                            | Fratelli d'Italia                   | 25 352  | 4,96  | – | 188 076 | 36,79 | 3 |  |  |
|                            | Noi con l'Italia – UDC              | 2 499   | 0,49  | – | 188 076 | 36,79 | 3 |  |  |
|                            | Movimento 5 Stelle                  | 140 732 | 27,53 | 2 | 140 732 | 27,53 | – |  |  |
|                            | Partito Democratico                 | 126 781 | 24,80 | 2 | 140 638 | 27,51 | – |  |  |
|                            | +Europa                             | 9 905   | 1,94  | – | 140 638 | 27,51 | – |  |  |
|                            | Civica Popolare                     | 2 061   | 0,40  | – | 140 638 | 27,51 | – |  |  |
|                            | Italia Europa Insieme               | 1 891   | 0,37  | – | 140 638 | 27,51 | – |  |  |
|                            | Liberi e Uguali                     | 15 219  | 2,98  | – | 15 219  | 2,98  | – |  |  |
|                            | Potere al Popolo!                   | 6 735   | 1,32  | – | 6 735   | 1,32  | – |  |  |
|                            | CasaPound                           | 6 401   | 1,25  | – | 6 401   | 1,25  | – |  |  |
|                            | Partito Comunista                   | 4 521   | 0,88  | – | 4 521   | 0,88  | – |  |  |
|                            | Il Popolo della Famiglia            | 3 822   | 0,75  | – | 3 822   | 0,75  | – |  |  |
|                            | Italia agli Italiani (FN - FT)      | 2 428   | 0,47  | – | 2 428   | 0,47  | – |  |  |
|                            | 10 Volte Meglio                     | 1 009   | 0,20  | – | 1 009   | 0,20  | – |  |  |
|                            | Partito Valore Umano                | 916     | 0,18  | – | 916     | 0,18  | – |  |  |
|                            | Partito Repubblicano Italiano – ALA | 768     | 0,15  | – | 768     | 0,15  | – |  |  |
| Totale                     | Totale                              | 511 265 | 100   | 6 | 511 265 | 100   | 3 |  |  |
|                            |                                     |         |       |   |         |       |   |  |  |
| Schede bianche             | Schede bianche                      | 5 322   | 1,01  |   |         |       |   |  |  |
| Schede nulle               | Schede nulle                        | 9 303   | 1,77  |   |         |       |   |  |  |
| Votanti                    | Votanti                             | 525 890 | 77,73 |   |         |       |   |  |  |
| Elettori                   | Elettori                            | 676 584 |       |   |         |       |   |  |  |
|                            |                                     |         |       |   |         |       |   |  |  |
| Fonte: Camera dei deputati |                                     |         |       |   |         |       |   |  |  |

#### Eletti

##### Eletti nei collegi uninominali
Eletti nella coalizione di centro-destra (Lega - FI - FdI - NcI-UDC)
| Collegio uninominale | Eletto | Eletto                     | Partito |
| -------------------- | ------ | -------------------------- | ------- |
| 1. Perugia           |        | Emanuele Prisco            | FdI     |
| 2. Foligno           |        | Riccardo Augusto Marchetti | Lega    |
| 3. Terni             |        | Raffaele Nevi              | FI      |

##### Eletti nei collegi plurinominali
| Collegio plurinominale | M5S                                    | Partito Democratico           | Lega               | Forza Italia     |
| ---------------------- | -------------------------------------- | ----------------------------- | ------------------ | ---------------- |
| Collegio plurinominale |                                        |                               |                    |                  |
| Umbria - 01            | - Tiziana Ciprini - Filippo Gallinella | - Anna Ascani - Walter Verini | - Virginio Caparvi | - Catia Polidori |

1. ↑  In data 21.06.2022 aderisce al gruppo Insieme per il Futuro.

### XIX legislatura

#### Risultati elettorali
|                               | Fratelli d'Italia                                       | 134 370 | 30,82 | 1 | 199 751 | 45,82 | 2 |  |  |
|                               | Lega per Salvini Premier                                | 33 776  | 7,75  | – | 199 751 | 45,82 | 2 |  |  |
|                               | Forza Italia                                            | 29 802  | 6,84  | 1 | 199 751 | 45,82 | 2 |  |  |
|                               | Noi Moderati                                            | 1 806   | 0,41  | – | 199 751 | 45,82 | 2 |  |  |
|                               | Partito Democratico - Italia Democratica e Progressista | 91 119  | 20,90 | 1 | 117 247 | 26,89 | – |  |  |
|                               | Alleanza Verdi e Sinistra                               | 15 499  | 3,56  | – | 117 247 | 26,89 | – |  |  |
|                               | +Europa                                                 | 9 001   | 2,06  | – | 117 247 | 26,89 | – |  |  |
|                               | Impegno Civico – Centro Democratico                     | 1 618   | 0,37  | – | 117 247 | 26,89 | – |  |  |
|                               | Movimento 5 Stelle                                      | 55 196  | 12,66 | 1 | 55 196  | 12,66 | – |  |  |
|                               | Azione - Italia Viva                                    | 35 600  | 8,17  | – | 35 600  | 8,17  | – |  |  |
|                               | Italexit                                                | 7 870   | 1,81  | – | 7 870   | 1,81  | – |  |  |
|                               | Partito Comunista Italiano                              | 6 029   | 1,38  | – | 6 029   | 1,38  | – |  |  |
|                               | Italia Sovrana e Popolare                               | 5 987   | 1,37  | – | 5 987   | 1,37  | – |  |  |
|                               | Unione Popolare                                         | 5 443   | 1,25  | – | 5 443   | 1,25  | – |  |  |
|                               | Vita                                                    | 2 544   | 0,58  | – | 2 544   | 0,58  | – |  |  |
|                               | Noi di Centro – Europeisti                              | 278     | 0,06  | – | 278     | 0,06  | – |  |  |
| Totale                        | Totale                                                  | 435 948 | 100   | 4 | 435 948 | 100   | 2 |  |  |
|                               |                                                         |         |       |   |         |       |   |  |  |
| Schede bianche                | Schede bianche                                          | 6 823   | 1,50  |   |         |       |   |  |  |
| Schede nulle                  | Schede nulle                                            | 12 969  | 2,85  |   |         |       |   |  |  |
| Votanti                       | Votanti                                                 | 455 740 | 68,83 |   |         |       |   |  |  |
| Elettori                      | Elettori                                                | 662 094 |       |   |         |       |   |  |  |
|                               |                                                         |         |       |   |         |       |   |  |  |
| Data: 25 settembre 2022       |                                                         |         |       |   |         |       |   |  |  |
| Fonte: Ministero dell'interno |                                                         |         |       |   |         |       |   |  |  |

#### Eletti

##### Eletti nei collegi uninominali
Eletti nella coalizione di coalizione di centro-destra (FdI - LSP - FI - NM)
| Collegio uninominale | Eletto | Eletto           | Partito |
| -------------------- | ------ | ---------------- | ------- |
| 01 - Terni           |        | Raffaele Nevi    | FI      |
| 02 - Perugia         |        | Virginio Caparvi | LSP     |

##### Eletti nei collegi plurinominali
| Collegio plurinominale | Fratelli d'Italia | Partito Democratico | Movimento 5 Stelle | Forza Italia     |
| ---------------------- | ----------------- | ------------------- | ------------------ | ---------------- |
| Collegio plurinominale |                   |                     |                    |                  |
| Umbria - 01            | - Emanuele Prisco | - Anna Ascani       | - Emma Pavanelli   | - Catia Polidori |